# 村野守美
村野 守美（むらの もりび、1941年9月5日 - 2011年3月7日）は、日本の漫画家、アニメーター。本名：佐藤 守（さとう まもる）。

## 略歴
満洲国関東州大連市生まれ。戦後は福島県会津若松市で幼少期を過ごした。後にいわき市平に移る。
満州から日本への引き揚げ時、集合場所となっていた学校の窓から転落して脊椎を損傷したため、以降車椅子での生活となった。
上京後、1960年に『弾丸ロンキー』（『少年 夏休み増刊号』 村山守名義）でデビュー。1961年に手塚治虫のアシスタントになり、1962年に虫プロダクションに入社。手塚治虫に師事しながら『鉄腕アトム』等のアニメ制作にたずさわる。虫プロ退社後、再び漫画を描き1978年『ボクサー』、1979年『垣根の魔女』で人気を博す。1980年『ほえろブンブン』がテレビアニメ化される。1983年手塚治虫原作の『ユニコ 魔法の島へ』で 監督をつとめる。『カムイの剣』ではキャラクターデザインとして参加。2003年には監督をつとめた石ノ森章太郎原作の『小川のメダカ』が東京国際アニメフェア作品賞を受賞している。
虫プロの同期で1941年９月同じ年齢の北野英明（麻雀劇画で一世風靡した劇画家）が唯一の長年の盟友である
2011年3月7日、心不全のため東京都府中市の病院で死去した。69歳没。

## 主な作品

### 書籍
- 弾丸ロンキー ※デビュー作
- 星の子ロリー
- ギロチン無惨（東考社 1968年11月 ホームラン・コミックス）
- 媚薬行（青林堂 1972年12月 現代漫画家自選シリーズ）
- 虎落笛（朝日ソノラマ 1974年）
- 秘薬淫薬（三世社 1976年1月 三世コミックス）
- だめ鬼（青林堂 1976年10月 青林傑作シリーズ）
- 草笛のころ（双葉社 1977年3月18日 アクション・コミックス）
- 秘薬淫薬 ぼたん雪の巻（コミック社 1977年6月17日 Comic 1000）
- 泥沼（どぶだめ）（青林堂 1977年12月22日 青林傑作シリーズ）
- ボクサー（全2巻 双葉社 1978年3月16日 アクション・コミックス）
- ほえろボボ（翠楊社 1978年5月12日  グランド・コミックス）
- オサムとタエ（日本文芸社 1978年5月19日 ゴラク・コミックス） - 2001年に双葉社より新装版[6]発行
- 三四六（鳩の森書房 1978年7月28日 鳩の森文庫）
- わんぱく球団（全3巻 鳩の森書房 1978年9月14日 鳩の森文庫）
- 秘戯御法（青林堂 1978年10月20日 青林傑作シリーズ）
- 独眼左近（全7巻 鳩の森書房 1978年-1979年 鳩の森文庫）
- 媚薬行（青林堂 1978年10月17日 青林傑作シリーズ）
- トランペットボーイ（ロマンコミック自選全集 村野守美1）（主婦の友社 1978年）
- ニューヨークの神様（ロマンコミック自選全集 村野守美2）（ 主婦の友社 1978年）
- 白球の詩（大都社 1978年11月4日 ハード・コミックス）
- さんささかやの（大都社 1978年11月 ハード・コミックス）
- キャメラマン（双葉社 1979年1月24日 アクション・コミックス）
- 草笛の里（日本文芸社 1979年2月23日 ゴラク・コミックス）
- 輝ける海（日本文芸社 1979年5月10日 ゴラク・コミックス）
- 龍神（青林堂 1979年6月9日 青林傑作シリーズ）
- 風のムサシ（日本文芸社 1979年6月14日 ゴラク・コミックス）
- 垣根の魔女（全3巻 小学館 1979年10月3日-1980年5月28日 ビッグコミックス） - 1999年に新装版として同社より上下巻発行、2010年に再度新装版として全3巻発行。
- ドアのむこうに一、二の三（講談社 1979年11月13日 講談社の幼年創作童話 原作：川北亮司）
- ジ・アニメズム（双葉社 1979年12月25日）
- 花梨の実（日本文芸社 1980年4月5日 ゴラク・コミックス）* スーパーマンの息子（日本文芸社 1980年9月27日 ゴラク・コミックス）
- ほえろブンブン（全3巻 日本文芸社 1980年10月9日-1981年7月9日 ヒーロー・コミックス）
- 西遊記―石ザル冒険物語（全6巻 日本文芸社 1981年-1982年 ヒーロー・コミックス）
- 草笛の季節（日本文芸社 1982年1月12日 カスタム・コミックス）
- 早春の詩（日本文芸社 1982年12月11日 ゴラク・コミック）
- 東海道中膝栗毛（暁教育図書 1983年8月24日 コミグラフィック）
- どっぺんぱらり（全5巻 筑摩書房 1984年6月28日 まんが昔ばなし）
- 竜の小沼（汐文社 1984年7月26日 もりび絵本箱）
- 時間チェイサー（東京三世社 1984年8月5日 マイコミックス）
- レンズマン（講談社 1984年10月17日 オリジナルコミックス 原作：E・E・スミス）
- 宮沢賢治・漫画館（全5巻[7] 潮出版社 原作：宮沢賢治）
- ザ・テラー（全8巻 扶桑社 1986年8月3-1988年6月26日 サンケイコミックス 原作：雁屋哲）
- 巨人の国へ（岩崎書店 1987年3月6日 原作：吉橋通夫）
- 青い鳥（雄鶏社 1987年11月5日 原作：モーリス・メーテルリンク）
- ピーターパン（雄鶏社 1987年11月6日 原作：ジェームス・マシュー・バリー）
- シンドバッドの冒険（雄鶏社 1987年11月7日）
- 小公子（雄鶏社 1987年11月12日 原作：フランシス・ホジソン・バーネット）
- みにくいあひるのこ（雄鶏社 1987年11月20日 原作：ハンス・クリスチャン・アンデルセン）
- 世之介花つみ唄（実業之日本社 1988年3月18日 マンサンコミックス）
- 恩讐の彼方に・忠直卿行状記（廣済堂出版 1988年4月14日 コミグラフィック）
- アリババと40人の盗賊（雄鶏社 1988年5月21日）
- つるの嫁さま（蝸牛社 1988年7月22日）
- タヌキのタン五郎（蝸牛社 1988年8月12日）
- コロポックル物語（蝸牛社 1988年9月2日）
- 王様の耳はロバの耳（雄鶏社 1988年10月1日）
- はだかの王様（雄鶏社 1988年10月 原作：ハンス・クリスチャン・アンデルセン）
- おくの細道（学校図書 1989年8月 シナリオ：柳川創造） - 1998年に同社より新装版発行
- 棚倉のお殿さま（棚倉町 1989年11月）
- エンマの日記（橘出版コスモコミックス 1990年8月）
- 霊界への門 （橘出版 1990年8月 コスモコミックス 原作：深見青山）
- 劇画同志社大学（ロングセラーズ 1990年12月）
- 悪霊いろいろ（橘出版 1991年11月 コスモコミックス 原作：深見青山）
- 大除霊 悪霊大百科（橘出版 1991年11月 コスモコミックス 原作：深見青山）
- 草笛の時代（松文館 1992年1月 松文館コミック）
- 座間の大凧物語（座間市市民部産業課 1991年11月）
- 清水次郎長（全2巻 講談社 1992年-1993年 KCデラックス 原作：村上元三）
- 古代の日本（全2巻 福武書店 1993年4月）
- 孫子（全2巻 徳間書店 1993年 Tokuma古典コミックシリーズ）
- 藤原王朝（大都社 1993年12月）
- 完全霊界マニュアル（橘出版 1995年7月 コスモコミックス 原作：深見東州）
- 故事往来伝（秋田書店 1995年12月 チャンピオンジャックコミックス）
- 恋忘れ草（文藝春秋 1996年6月 文春コミックス） - 2009年に小池書院より新装版発行。
- 職人尽百景（全3巻 小学館 1996年-1998年 ビッグゴールドコミックス） - 2010年に同社より新装版として全2巻発行。
- おせん（文藝春秋 1996年7月 文春コミックス 原作：池波正太郎）
- 宮沢賢治―銀河を旅したイーハトーブの童話詩人（小学館 1996年8月 原作：西原和海）
- 草笛の季節（全6巻 文藝春秋 文春コミックス 1997年）
- 高村光太郎・智恵子―変わらぬ愛をつらぬいたふたつの魂（小学館 1997年1月 原作：杉原めぐみ）
- 神々の指紋（全4巻 小池書院 1997年2月 ひゅうまんコミックシリーズ 原作：グレーアム・ハンコック） - 2009年に同社より新装版として全3巻発行。
- 神の刻印（全4巻 小池書院 1997年7月 ひゅうまんコミックシリーズ 原作：グレーアム・ハンコック）
- 創世の守護神（全4巻 小池書院 1998年2月 ひゅうまんコミックシリーズ 原作：グレーアム・ハンコック）
- 古田織部―乱世を駆け抜けた生涯（メディアファクトリー 1998年11月 構成：里中満智子）
- 氷炎の孤島（さくら出版 1999年7月 さくらコミックス）
- 新・氷炎の孤島（さくら出版 1999年8月 さくらコミックス）
- 門前市噺（リイド社 2000年10月 SPコミックス）
- 情炎の点滴（久保書店 リターン・フェスティバル 2004年6月）
- まんが少年野口英世（野口英世記念館 2004年10月）
- 守美まんが昔ばなし（全3巻 ホーム社 2005年 ホーム社漫画文庫）
- ダ・ヴィンチ（青林堂 2006年4月）
- 守美の日本昔ばなし（青林堂 2006年11月）
- 池波正太郎江戸絵草子女ごよみ（ホーム社 2008年 ホーム・コミックス）
- 池波正太郎江戸絵草子男ごよみ（ホーム社 2008年 ホーム・コミックス）
- 江戸・職人尽百景（小池書院 2009年5月）
- 四季（アジア・マンガ同人誌『AsiaM』日本実行委員会 2010年12月）

### アニメ
- 1963年 鉄腕アトム 原画
- 1964年 ビッグX 脚本
- 1965年 戦え！オスパー 原画
- 1967年 悟空の大冒険
- 1968年 わんぱく探偵団 演出
- 1968年 0マン パイロットフィルム 原動画
- 1968年 佐武と市捕物控 キャラクターデザイン、演出、作画
- 1969年 ムーミン 演出
- 1968年 千夜一夜物語 原画
- 1976年 超電磁ロボ コン・バトラーV キャラクター原案
- 1976年 まんが世界昔ばなし マッチうりの少女 演出
- 1978年 100万年地球の旅 バンダーブック 原画[8]
- 1979年 アニメーション紀行 マルコ・ポーロの冒険 絵コンテ
- 1980年 ほえろブンブン 原作
- 1980年 鉄腕アトム 脚本、絵コンテ
- 1981年 ユニコ 設定協力
- 1982年 浮浪雲 竜馬暗殺イメージシーン (村野は該当シーンの絵コンテでの参加。原画は川尻善昭によるもの)
- 1983年 ユニコ 魔法の島へ 監督、構成、脚本
- 1984年 SF新世紀レンズマン イメージボード
- 1985年 カムイの剣 キャラクターデザイン
- 1987年 映画 ほえろブンブン 原作
- 2002年 小川のメダカ 監督

## 関連人物
- 熊谷さとし - アシスタント

絵も下手で話の才能も無い熊谷を何とかデビューさせたいが、熊谷は仙台へ帰ってしまった後に上京して村野先生に頭を下げた
村野守美は熊谷を知り合いの学習漫画の編集プロダクションの社長へ紹介し原作付きの学習漫画でデビュー、それが当たり家を建てるまで学習漫画を量産させる動画好きであり動物専門学校のイラスト課の講師をしている女好きが高じて手を出した女生徒は何とかデビューまでさせるよう苦慮してた事もあったという
- 大友克洋 - アシスタント（1年間）

（大友の才能を世に出したい為に原稿取りに来た編集の前で村野は、わざと自分の原稿落は上がってないと言いはなし編集者が、こんな締切過ぎてて代原は見つからないですよ、どうするんですかと詰め寄り代わりに同じページ数の良い原稿があると同じページ数の大友に書かせてあった原稿を代原として出して載せる事に成功し大友を無理やりデビューさせた経緯がある
先輩アシである熊谷は大友の才能と村野先生の大友への優遇に嫉妬してたと村野守美はのちに語っている
- イエス小池 - 元アシスタント（1週間で辞めてしまった。　村野守美が嫌った劇画調の画風や陰気な絵柄にこだわる小池とは良い関係が築けなかった。しかし、2005年のブログ「漫画家アシスタント物語」と2008年の書籍化時に、村野とのエピソードを公開。それを契機に和解した。小池は「22歳の、あの一週間の先生との出来事は、生涯忘れる事の出来ない濃密な人生修行だった」と語っている。）
- 三山のぼる - 元アシスタント（1年間）池沢さとしのチーフアシスタントを長年経験

アクションに持ち込むに来た時に
編集者がこんな車しか書けないあの下手なのは使えないと村野守美さん所は連れて行った
車は上手かったが人物は池沢さとしより下手だった、だか才能を、見出した村野守美は
１年間修行させ、三山も無理やりデビューさせた、この時、三山は村野守美そっくりな絵柄でデビューした話の展開も絵柄もデビューから亡くなるまで村野風の絵柄のイメージが有った
村野へのそうとうなリスペクトがあったと思われる、そうゆう意味では三山に取って村野守美は恩人であろう